# 이애ㆍ경신공주 묘
이애ㆍ경신공주 묘는 대한민국 경기도 용인시 처인구 포곡읍 신원리에 있는 무덤이다. 1992년 10월 12일 용인시의 향토문화재 제31호로 지정되었다.

## 같이 보기
- 경신공주

## 참고 문헌
- 이애ㆍ경신공주 묘 - 용인시의 문화관광 - 향토유적